# Konrad III Stary
Konrad III Stary (ur. między 1354 a 1359, zm. 20 lub 28 grudnia 1412) – książę oleśnicki w latach 1403–1412. 
Syn Konrada II oleśnickiego i Agnieszki, córki Kazimierza I cieszyńskiego i Eufemii mazowieckiej. 
W 1397 roku wziął udział w zjeździe książąt śląskich z Władysławem Jagiełłą w Łubnicach. W 1404 roku wraz z synami Konradem IV i Konradem V potwierdził prawa i przywileje mieszczan w należącej do nich połowy Bytomia. W 1406 roku pośredniczył w sporze Władysława Jagiełły z Krzyżakami o Drezdenko. W 1409 roku wraz z synem jako poseł króla czeskiego Wacława IV Luksemburskiego, pośredniczył w rozmowach pokojowych pomiędzy Polską i Zakonem Krzyżackim w Bydgoszczy.
Żonaty z Gutą, której pochodzenie jest nieznane. Z tego związku narodziło się siedmioro dzieci:
- Konrad IV Starszy
- Konrad V Kącki
- Konrad VI Dziekan
- Konrad VII Biały
- Konrad VIII Młody
- Eufemia
- Jadwiga